# Sinfonía n.º 48 (Haydn)

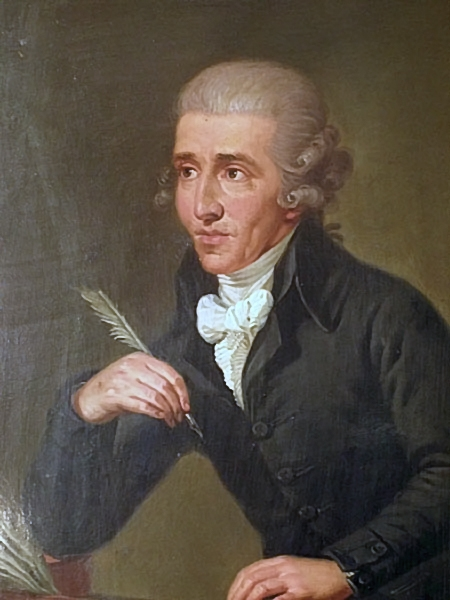
Haydn hacia 1770.

La Sinfonía n.º 48 en do mayor, Hob. I:48, también conocida como María Teresa o en alemán Maria Theresia, fue compuesta por Joseph Haydn en algún momento entre 1768 y 1770, durante el periodo Sturm und Drang del compositor.

## Historia

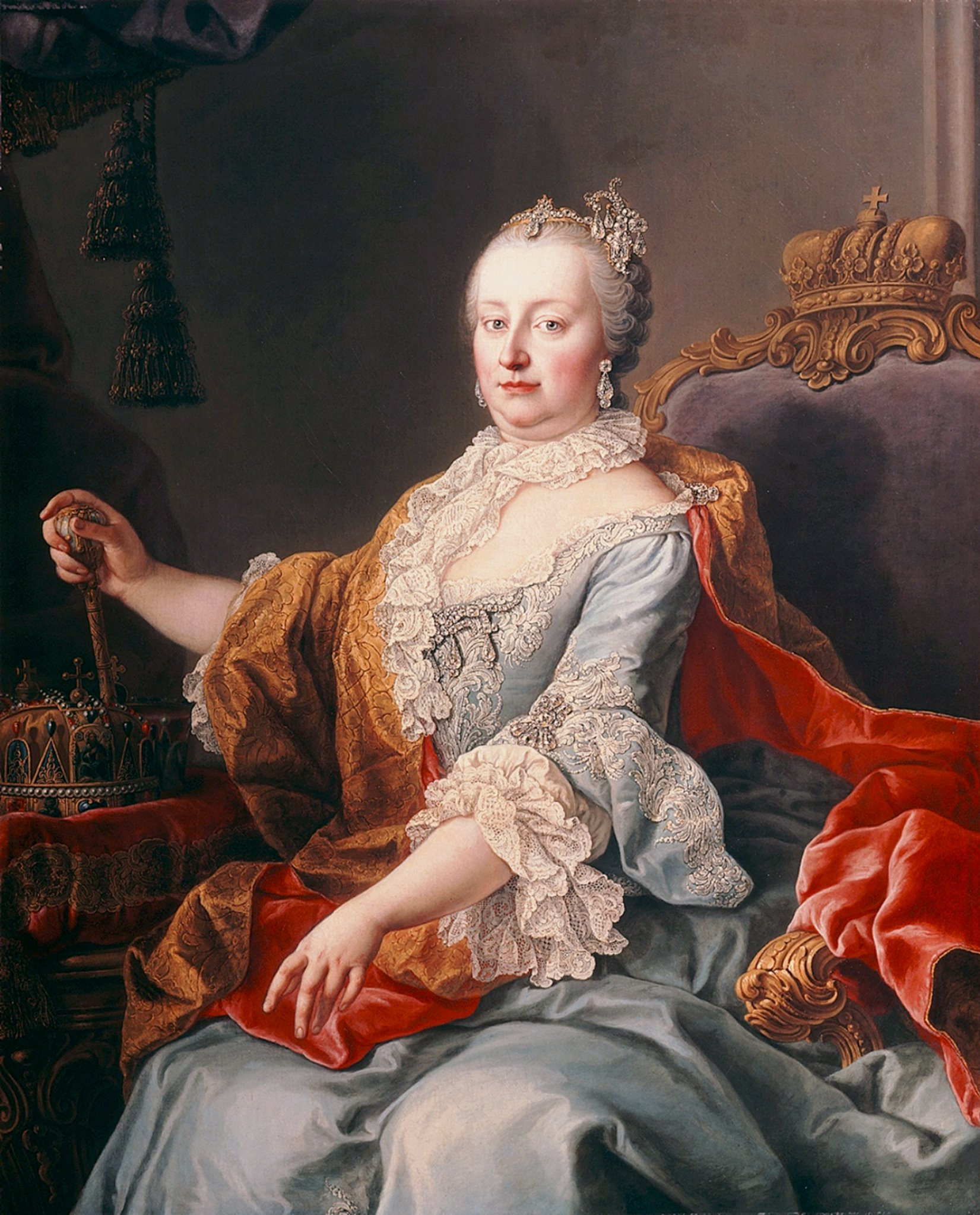
María Teresa I de Austria, de quien recibe su sobrenombre esta sinfonía.

La producción sinfónica del maestro austríaco puede dividirse a grandes rasgos en tres bloques temporales: el primer bloque (1757-1761) se corresponde con su periodo al servicio del conde Carl von Morzin (n.º 1 - n.º 5); el segundo bloque en la corte Esterházy (1761-1790 pero con la última sinfonía para el público de Esterházy en 1781); y el tercer bloque (1782-1795) comprende las Sinfonías de París (n.º 82 - n.º 87) y las Sinfonías de Londres (n.º 93 - n.º 104). El 1 de mayo de 1761 el compositor firmó su contrato como vice-kapellmeister (más tarde kapellmeister) de la familia Esterházy, que nominalmente duró 48 años, hasta su muerte.
La composición de esta pieza se desarrolló en algún momento entre 1768 y 1770. El sobrenombre María Teresa viene dado porque se cree que fue compuesta para la visita de la Emperatriz del Sacro Imperio Romano Germánico, María Teresa I de Austria. Durante años se pensó que esta festiva sinfonía había sido una de las compuestas para honrar a la emperatriz María Teresa con motivo de su visita en 1773 a Eszterháza, el majestuoso palacio de verano del príncipe Nicolás Esterházy. Pero investigaciones más recientes han descubierto un manuscrito autentificado de 1769 de la sinfonía de la mano de Joseph Elssler, copista del propio Haydn. En cualquier caso, la obra no debería llevar el apodo de la emperatriz, pero el nombre ha perdurado y probablemente seguirá así. H. C. Robbins Landon ha descrito esta sinfonía como una "obra grande y de hecho germinal". Fue una de las pocas sinfonías de Haydn de este periodo que sobrevivieron a lo largo del siglo XIX en varias ediciones.

## Instrumentación
La partitura está escrita para una orquesta formada por:
- Viento madera: 2 oboes y 1 fagot.
- Viento metal: 2 trompas (en do alto y en fa) [y 2 trompetas].
- Percusión: [timbales].
- Cuerda: una sección de cuerdas con 2 violines, viola, violonchelo y contrabajo.
- Teclado: clavecín como bajo continuo.

Las partes para dos trompetas y timbales fueron añadidas más tarde, si bien los entendidos no están seguros de si son realmente de Haydn o no. El descubrimiento del manuscrito de 1769 ha planteado también la cuestión de la partitura de la obra. Existen diez versiones diferentes de las partes de trompeta y timbales de esta sinfonía, ninguna de ellas autentificada. En la fuente de Elssler, la sinfonía está escrita para dos oboes, dos trompas (do alto y fa) y cuerdas, con un fagot que dobla la línea del bajo. No hay timbales. En 1779 Haydn estuvo a punto de perder toda su música en un gran incendio en Eszterháza. Afortunadamente, tenía una colección de partes de orquesta en su propia casa, y éstas se salvaron. Las llevó a un editor de Viena para que las copiara en nuevas partituras y las publicara. Las partes resultantes para esta sinfonía tenían una parte de timbales y otra de trompetas que doblaban las partes de trompa aguda en los movimientos rápidos. Por tanto, la parte de los timbales seguramente no es auténtica de Haydn, aunque parece haber sido aprobada por él. Algunas copias de la edición Eulenburg incluyen dos partes diferentes de timbal en el mismo compás, la versión más dudosa diferenciada al estar en un facsímil.
En aquella época se solía emplear un fagot para amplificar la voz del bajo, incluso sin una notación separada. En cuanto a la participación del clavecín como bajo continuo en las sinfonías de Haydn existen diversas opiniones entre los estudiosos: James Webster se sitúa en contra; Hartmut Haenchen a favor; Jamie James en su artículo para The New York Times presenta diferentes posiciones por parte de Roy Goodman, Christopher Hogwood, H. C. Robbins Landon y James Webster. A partir de 2019 la mayor parte de las orquestas con instrumentos modernos no utiliza el clavecín como continuo. No obstante, existen grabaciones con clavecín en el bajo continuo realizadas por: Trevor Pinnock (Sturm und Drang Symphonies, Archiv, 1989-1990); Nikolaus Harnoncourt (n.º 6–8, Das Alte Werk, 1990); Sigiswald Kuijken (incluidas las Sinfonías de París y Londres; Virgin, 1988-1995); Roy Goodman (Ej. n.º 1-25, 70-78, 82-87; Hyperion, 2002).

## Estructura y análisis
La sinfonía consta de cuatro movimientos:
- I. Allegro, en do mayor 4
4
- II. Adagio, en fa mayor 6
8
- III. Menuet. Allegretto, en do mayor – Trio, en do menor 3
4
- IV. Finale. Allegro, en do mayor 2
2

La interpretación de esta obra dura aproximadamente entre 25 y 30 minutos. La sinfonía está muy cohesionada; parece realmente un drama musical único. Su pariente más cercana en do mayor es la Sinfonía n.º 41. Por otra parte, la Sinfonía n.º 48 no sólo es más larga, sino también más majestuosa, y uno puede entender por qué debería haber fomentado asociaciones festivas, incluso regias. Desde el punto de vista musical, la sinfonía tiene un sonido regio y una dignidad que le dan derecho a llevar el nombre de una emperatriz. Las partes agudas de la trompa en do (tal como están escritas) escalan hasta alturas vertiginosas con audacia y atrevimiento. Por esta razón, según Stevenson es preferible que la obra se toque sin trompetas no sólo para no oscurecer las trompas, sino también para que sus partes queden más expuestas y así añadir algo de nerviosismo al sonido. Haydn crea un verdadero drama en su alternancia de carácter entre la luminosidad de las secciones con partes agudas de trompa y algunas secciones extensas y sombrías.

### I.Allegro
El primer movimiento, Allegro, está escrito en la tonalidad de do mayor, en compás de 4/4 y sigue la forma sonata. El movimiento de apertura presenta una disposición muy amplia; por momentos parece casi una "procesión". En el primer tema las fanfarrias de viento se alternan con largos pasajes de cuerda. El enorme segundo tema cuenta con cuatro párrafos sustanciales y muy diferentes, que incluyen también numerosos contrastes internos. El extenso desarrollo alcanza su clímax en un formidable párrafo secuencial basado en el primer párrafo del segundo tema. Su parte final, justo antes de la llegada a la dominante inicial, debió de inspirar el pasaje sorprendentemente similar de la Sinfonía Júpiter de Mozart. Presenta la misma tonalidad, el mismo punto en la forma, la misma figura de compás ascendente intermitente y lleva a cabo la misma modulación (Haydn, compases 114-119; Mozart, compases 171-179). En palabras de Grim "contiene una sección de desarrollo más compleja que las sinfonías de tonalidades menores del mismo periodo, pero no tan compleja como las sinfonías en do mayor Fürnberg-Morzin" y el final tiene "un desarrollo secundario" en la recapitulación que compensa la brevedad del desarrollo real. Haydn utilizó el principio de este movimiento inicial en su Sinfonía n.º 69 "Laudon".

### II.Adagio
El segundo movimiento, Adagio, está en fa mayor, en compás de 6/8 y también adopta la forma sonata. Es uno de los movimientos lentos más largos de Haydn. Es hermoso y lánguido pero intenso. Los vientos tienen un protagonismo inusual; los oboes tienen interjecciones solistas en el primer tiempo, mientras que en el segundo tiempo (todavía en la tónica) las trompas toman la iniciativa, un hecho que tendrá consecuencias más adelante. El segundo tema es muy largo; cuando los motivos del tresillo toman el relevo, dan lugar a varias cadencias rotas, cada una diferente, y cada una conduce a una nueva prolongación. Tras un desarrollo relativamente corto, la recapitulación se introduce mediante un ataque fulgurante. Cuando la música alcanza la dominante de re menor (la), se detiene de repente; los oboes y las trompas mantienen la nota la en octavas desnudas, pianissimo (una indicación dinámica siempre significativa en Haydn). De repente, las trompas reinterpretan la como el tercer grado de escala de fa mayor, y hacen sonar su melodía de la segunda cepa del primer tema. Todo es extraordinariamente romántico. Sólo después Haydn vuelve a la dominante de la casa y a la recapitulación propiamente dicha, comenzando con la primera parte original.

### III.Menuet. Allegretto – Trio
El tercer movimiento, Menuet. Allegretto – Trio, está en do mayor que en el trío pasa a do menor y el compás es 3/4. Contribuyen al dramatismo, y la última sección del tercer movimiento contiene escalofriantes do graves en los contrabajos y los violonchelos. El minueto retoma el ambiente festivo del Allegro, manteniendo las dimensiones inusualmente amplias que caracterizan a toda la sinfonía. Hacia el final estalla en una fanfarria marcial en octavas para toda la orquesta. No obstante, la frase final es tranquila como tantas otras veces. El trío, que está escrito en la tónica menor, también es bastante largo y concluye con una extensa progresión cromática, que sólo vuelve a la tónica en el último momento.

### IV.Finale. Allegro
El cuarto y último movimiento, Finale. Allegro, retoma la tonalidad inicial y el compás es alla breve. El Finale remata la obra a un ritmo vertiginoso y apresurado, pero el cromatismo en las voces interiores sigue manteniendo en duda el mensaje final de la música antes de la brillante conclusión. El Finale contrasta de forma decisiva con el movimiento procesional de apertura, aunque el motivo "Júpiter" hace una aparición fugaz. Una vez iniciada la transición, la música se precipita hasta la doble barra sin detenerse a respirar. En contrapartida, el desarrollo se inicia en calma con un largo pedal de dominante inflexionado por la menor; esto conduce al final a una "recapitulación inmediata" (compárese con la Sinfonía n.º 43/i). A continuación, el desarrollo se precipita de nuevo hacia la recapitulación, y así hasta el cierre.